# Pevnosti al-Džalali a al-Mirani

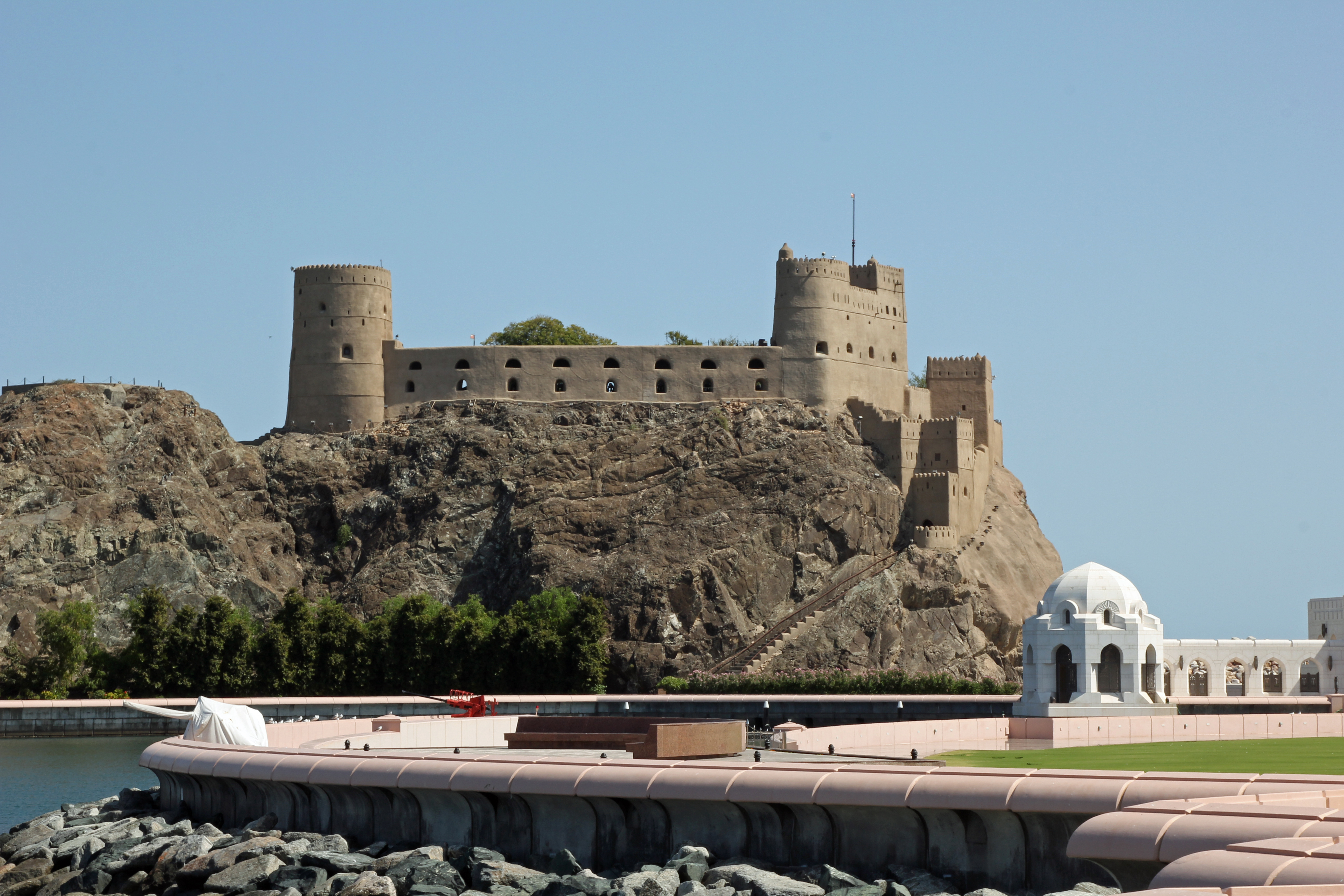
Pevnost Al-Džalali.

Pevnosti al-Džalali a al-Mirani jsou jedny z nejproslulejších opevnění v jihozápadoasijské zemi Omán. Nachází se nedaleko hlavního města při vstupu do Maskatské zátoky. Obě byly vybudovány v 16. století, ale nikoli současně.
Pevnost al-Mirani byla vybudována do tvaru věže ještě před příchodem Portugalců. V roce 1588 ji právě Portugalci přestavili na základech původní budovy a přibudovali sklady, ubytovny pro velitele a náboženskou místnost. O rozšíření do nynější podoby se zasadili imám Ahmed bin Saíd, zakladatel státu al-Busaidi v 18. století, a jeho vnuk Saíd bin Sultán na začátku 19. století.
Pevnost al-Džalali byla Portugalci dokončena v roce 1587. Současná podoba pevnosti se datuje do doby panování Saída bin Sultána. Současný sultán Kábús bin Saíd pevnost zrekonstruoval a přeměnil na muzeum.